# Nicolás (Oljovsky)
Metropolita Nicolás, nombre secular Nikolái Aleksándrovich Oljovsky (en ruso: Николай Александрович Ольховский; Trenton, Nueva Jersey; 17 de diciembre de 1974) es el Primer Jerarca de la Iglesia Rusa en el Extranjero y guardián del icono de la Theotokos de Kursk.

## Biografía

### Primeros años
Nació el 17 de diciembre de 1974, en Trenton, New Jersey, sus padres fueron los refugiados soviéticos Alexander Nikolaevich Olhovsky and Evdokia Grigorievna (née Rusinovich) que huyeron de la URSS durante la Segunda Guerra Mundial. La familia Oljovsky fueron laicos de la parroquia de la Santa Dormición. Él se graduó de la escuela parroquial San Alejandro Nevski en Howell, Nueva Jersey, en 1991 y de Hamilton High School West en 1993.
Recibió un título de Bachelor de Teología del Seminario Ortodoxo de la Santa Trinidad en Jordanville, Nueva York, en 1998, en ese tiempo realizó labores de iconografía, tipografía y encuadernación hasta el 2002.
En 1994, Nicolás fue tonsurado un lector por el Arzobispo Hilarión (Kapral) de Manhattan durante la festividad de la Dormición de la Theotokos en Trenton. Recibió un Bachelor en Comunicación e Información de Diseño de la Universidad Estatal del Instituto de Nueva York de Tecnología el año 2000.

### Asistente de celda
Él lector Nicolás sirvió como asistente de celda para el Arzobispo Laurus (Škurla) de Syracuse desde marzo de 1999 hasta marzo de 2008. Él lo acompañó en mayo de 2004 en la primera visita oficial de la delegación de la Iglesia Rusa en el Extranjero en Rusia.
El 14 de noviembre del mismo año se casó con la nieta de Mitrophan (Znosko-Borovsky) de Boston, Elizabeth Panteleymonovna Shohov.
El Arzobispo Laurus lo ordenó en el subdiaconado el 8 de enero del 2005. En mayo, visitaron la tierra natal del Arzobispo Laurus en Transcarpacia, Slovakia. En mayo de 2006, el subdiacono Nicolás sirvió como delegado al Cuarto Concilio de la Diasfora Eclesial y en pentecostés del mismo año, el 11 de junio, fue ordenado al diaconado y fue asignado al Monasterio de la Santa Trinidad en Jordanvile, Nueva York. El padre Nicolás participó en las celebraciones del acta de unión canónica con el Patriarcado de Moscú en Moscú, Rusia, y acompañó al Arzobispo Laurus en una peregrinación a la diocesís de Kursk y la Iglesia ortodoxa ucraniana. Fue galardonado con el doble orarion el 16 de junio del año 2006.

### Icono de Kursk-Root
Desde el 9 al 11 de julio de 2008 acompañó al relicario de la mano de la Santa Isabel la nueva martír en la capacidad de su cuidador a la Diocesís de Australia y Nueva Zelanda (ROCOR). En septiembre del 2008, el Padre Nicolás fue asignado al personal del Sínodo de Obispos en Manhattan, Nueva York.
El Padre Nicolás fue nombrado en mayo de 2009 miembro del comité organizador de la primera visita de regreso del icono de Kursk a Rusia desde la Revolución, y formó parte de la delegación oficial con el icono en septiembre. Volvió a acompañar al icono en 2010, visitando Kiev y Sumy en Ucrania, y finalmente Kursk, en Rusia. El 8 de septiembre, la Matushka Isabel reposó inesperadamente en el señor, y se creó un fondo conmemorativo en su nombre para ayudar a pintar el fresco de su parroquia natal de San Serafín de Sarov en Sea Cliff, Nueva York.
Durante diciembre del año 2010, el Padre Nicolás fue designado como cuidador del icono de Kursk-Root, y en enero del 2011, fue designado un clérigo de la Catedral Sínodal de la Madre de Dios del Signo en Manhattan y se le otorgó residencia en el edificio del sínodo. Nuevamnete acompañó el icono a la diocesís de Kursk y a la Metropolía de Kazajistán en septiembre del 2011, viajando nuevamente en noviembre a Australia, y el 11 de diciembre fue elevado a protodiacono.
En un año, agosto 1 del 2012, el Padre Nicolás fue ordenado al sacerdocio por el Arzobispo Hilarión durante la dedicación de la iglesia de San Serafín de Sarov como una parroquia memorial al restablecimiento de la unidad en la iglesia rusa y fue recompensado con el nabedrennik.
El icono de Kursk-Root viajó por tercera vez a Ucrania y Rusia en septiembre de 2012 con el padre Nicholas, visitando al Arzobispo Mark (Arndt) de Berlín y las Diocesís de Samara, Kursk and Perm; y en diciembre a Seattle y Hawái de la Diocesís de San Francisco y América Occidental (ROCOR). El 6 de enero de 2013, el Sínodo de los Obispos le concedió la kamilavka y la cruz pectoral de oro, y unos meses más tarde acompañó el Icono de Kursk-Root a la diócesis de Montreal y Canadá. En noviembre de 2013, fue delegado acompañando al Icono a Japón y al Metropoliato de Primorie de la Iglesia Ortodoxa Rusa. En 2013, acompañó al Arzobispo Kyrill (Dmitrieff) de San Francisco y al Icono de Kursk a la Diócesis de Montreal y Canadá, la Iglesia Ortodoxa en Japón, y la Metropolia de Primorye.

### Obispo Vicario
Tras la jubilación del obispo Jerónimo (Shaw) de la sede de Manhattan el 10 de julio de 2013, el Sínodo de los Obispos de la ROCOR deliberó durante una reunión celebrada ese mes de diciembre y, en vísperas de la fiesta del icono de Kursk-Root, decidió la candidatura del padre Nicolás Oljovsky para convertirse en el próximo obispo vicario de Manhattan. El 19 de marzo de 2014, el Santo Sínodo de la ROCOR confirmó esta elección.
El 4 de abril de 2014 en el Monasterio de la Santa Trinidad en Jordanville, Nueva York, después de servir conjuntamente un acatisto ante el icono de la Protección de la Madre de Dios que contiene una reliquia del cinturón de la Theotokos, el archimandrita Lucas (Murianka) le tonsuró Esquema Pequeño. Se le dio el nombre de Nicolás en honor a San Nicolás de Japón.
El 27 de abril del mismo año, en la Catedral de los Santos Nuevos Mártires y Confesores de Rusia en Múnich, el arzobispo Marcos (Arndt) de Berlín y Alemania lo elevó al rango de Archimandrita.
El 28 de junio del mismo año, en la Catedral de la Virgen de la Alegría de los Afligidos de San Francisco, fue nombrado Obispo de Manhattan. La ceremonia de nombramiento fue dirigida por el Metropolitano Hilarión de América del Este y Nueva York, en la concelebración de los miembros del Consejo Episcopal de la Iglesia Rusa en el Extranjero y de los jerarcas que llegaron a las celebraciones dedicadas al 20.º aniversario de la glorificación de San Juan (Máximovich) de Shanghái y San Francisco.
El 29 de junio del mismo año, en la catedral de la Virgen de la Alegría de los Afligidos de San Francisco, fue consagrado obispo de Manhattan. La consagración fue realizada por: el Metropolitano Hilarión (Kapral) de América del Este y Nueva York, el Arzobispo Marcos (Arndt) de Berlín-Alemania y Gran Bretaña, el Arzobispo Cirilo (Dmitrieff) de San Francisco y América del Oeste, Arzobispo Justiniano (Ovchinnikov) de Naro-Fominsk, Arzobispo Gabriel (Chemodakov) de Montreal y Canadá, Arzobispo Miguel (Donskoff) de Ginebra y Europa Occidental, el obispo Pedro (Loukianoff) de Cleveland, el obispo Juan (Bērziņš) de Caracas y Sudamérica, el obispo Jorge (Schaefer) de Mayfield, el obispo Teodosio (Ivashchenko) de Seattle, el obispo Panteleimon (Shatov) de Orekhovo-Zuyevo, el obispo Jonás (Cherepanov) de Obukhiv y el obispo Nicolás (Soraich).
El 17 de mayo de 2022, tras el fallecimiento del Metropolitano Hilarión (Kapral), por decisión del Sínodo de Obispos de la ROCOR, fue nombrado administrador interino de la Diócesis de América del Este.

### Primer jerarca de ROCOR
El 13 de septiembre de 2022, el Consejo de Obispos de la ROCOR, reunido en la Catedral de Nuestra Señora la Señal de Nueva York, lo eligió Primer Jerarca de la Iglesia Ortodoxa Rusa fuera de Rusia. Sigue siendo Metropolitano de la Arquidiócesis de América del Este y Nueva York.
El 14 de septiembre de 2022, el Santo Sínodo de la Iglesia Ortodoxa Rusa aprobó la decisión del Consejo de Obispos de la Iglesia Rusa en el Exterior sobre la elección del Obispo Nicolás de Manhattan como Primer Jerarca de la ROCOR y Metropolitano de América del Este y Nueva York.
El 17 de septiembre de 2022, al final de la vigilia de toda la noche en la Catedral Sinodal de Nuestra Señora "del Signo" en Nueva York, el Obispo Nicolás de Manhattan, recién elegido Primer Jerarca de la ROCOR, salió por las Puertas Reales al ambón con su klobuk negro y manto episcopal común. El Metropolitano Marcos de Berlín y toda Alemania y el Arzobispo Cirilo de San Francisco y América Occidental le otorgaron el manto azul y el klobuk blanco, que se puso con la ayuda de los subdiáconos asistentes.